# سمیرا
سَمیرا (به سانسکریت: समीरा)، (به فارسی: سميرا)، (به انگلیسی: Samira)، نام زنانه‌ای با دو ریشه فارسی و سانسکریت.
در فارسی (سمیرا‎) به معنی الهه عشق است.
در سانسکریت به معنی باد یا نسیم ملایم خنک در روز داغ تابستان است.
«سمیرا» بخش نخست نام «سمیرامیس» است. نام سمیرامیس شکل یونانی‌شده نام آکادی «سَمّور-آمات» است که معنی «هدیه دریا» می‌دهد. او یک شاه دخت ایرانی و ملکه جنگجوی بابل باستان بود. بیشتر مردم به نادرست ریشه‌اش را عربی می‌دانند. به نظر می‌آید سمیرا عربی است. اما در کشورهای عربی چنین نامی وجود ندارد. عرب‌ها نام سَمیرة دارند نه سَمیرا. سمیرا در این چهار دهه اخیر بر سر زبان افتاده است. سَمیر در فارسی افسانه گوی شب است و سمیرا به معنی دختر افسانه گو در شب است. دختری که شب‌ها افسانه می‌گوید. سمیرا هم وزن شَکیلا است. برخی سَمیرا را مُصَغَّر یعنی کوچک شده سَمْراء می‌دانند. سَمْـراء یعنی دختر گندم‌گون، دختر سبزه. اما این گونه نیست و کوچک شدهٔ سَمْـراء می‌شود سُمـَیراء نه سَمیرا؛ دقیقاً مانند حَـمراء که مُصَغَّر یعنی کوچک شده اش می‌شود: حُـمَـیراء. سمیرا نام عمه شیرین نیز می‌باشد.
درواقع نام سمیرا اساساً فارسی است و بعدا در زبان عربی وارد شده.
به اصطلاح اهل ادب، معرب است.

## زنانی به این نام
- سمیرا مخملباف (زاده ۱۹۸۰) کارگردان اهل ایران
- سمیرا حسن‌پور بازیگر اهل ایران
- سمیرا مسعودی معشوقه مِتی در داستان ها و رمان ها
- سمیره سعید خواننده مراکشی
- سمیرامیس